# René Schenker
Pour les articles homonymes, voir Schenker.
René Schenker (né le 7 juillet 1920 à Lausanne et mort le 16 février 2007 à Genthod) fut directeur de la Télévision suisse romande (TSR) de 1958 à 1973.

## Biographie
- 1942 : Lauréat du Concours International d'exécution musicale, catégorie alto, à Genève.
- Membre de l'Orchestre de la Suisse romande.
- 1944 : Radio-Genève où il devient directeur adjoint.
- 1952-1954 : Initiateur du groupe expérimental de la Télévision Genevoise.
- 1958 : Directeur de la TSR.
- 1973-1985 : Directeur général de la Radio et de la Télévision Suisse Romande.